# Атирская волость
Ати́рская волость — административно-территориальная единица Тарского уезда Тобольской губернии (до 1917), Акмолинской (Омской) области (1917—1918), Тюменской губернии (1919), Омской губернии (1920—1924).
Волостной центр — село Атирское.

## История
В 1901 году была образована Атирская крестьянская переселенческая волость в связи большим наплывом переселенцев на территории казённых лесных дач и частей Бутаковской, Седельниковской волостей. Волость была исключительно переселенческой и являлась главным переселенческим центром Тарского уезда. Относилась к урманному району. Являлась самой крупной по площади волостью в Тарском уезде. К 1903 году в волости уже насчитывалось 67 переселенческих посёлков и участков.
Волостной центр был размещён в селе Атирское.
До 1 июля 1903 года в волости было образовано 67 переселенческих посёлков.
К 1 января 1904 года в волости насчитывалось 68 переселенческих посёлков и участков, 11 запасный участков.
В 1909 году часть территории передана в Бутаковскую волость.
В 1911 году в Егоровскую волость были переведены посёлки Ермаковка и Ново-Троицкий.
На 1913 год в волости насчитывалось 174 переселенческих посёлков и участков. Ни в одной волости Тарского уезда не было такого количества посёлков и участков переселенцев!
Постановлением ВЦИК от 24 сентября 1924 года в связи с укрупнением волостей вошла в состав Екатерининской, Знаменской волостей (преобразованы в 1925 году в Екатерининский и Знаменский районы Тарского округа Сибирского края с образованием сельских советов Атирский, Самсоновский, Больше-Тунзинский, Васисский, Князевский, Мартюшевский, Оноринский, Старо-Васильевский).

## Административное деление

### Состав на 1903 год
| - село Атирское - село Знаменское - село Самсоново - деревня Баженова - деревня Казаевка - деревня Крапивка - деревня Сидорова - деревня Чередова - деревня Щелканова - посёлок Больше-Быганский | - посёлок Боровой - посёлок Верхний Васисс - посёлок Гриневичи - посёлок Ермаковский - посёлок Ильинский - посёлок Имшегальский - посёлок Иевлевский - посёлок Карагачи - посёлок Князевский - посёлок Малый-Турунгас | - посёлок Николаевский - посёлок Новогеоргиевский - посёлок Нижне-Васисский - посёлок Нижне-Киксинский - посёлок Оноренский - посёлок Степановский - посёлок Турунгасский - посёлок Усюльгинский |

### Состав на 1909 год
| - село Атирское - село Самсоново - деревня Асакла 1-я - деревня Асакла 2-я - деревня Баженова - деревня Балдыши - деревня Вилай - деревня Васис - деревня Верхне-Имшегал - деревня Верхне-Турунгас - деревня Имшагал - деревня Казаевка - деревня Киксы - деревня Кияк - деревня Кропивка - деревня Мартюшева - деревня Сидорова - деревня Чередова - деревня Щелкановка - посёлок Большой Быган | - посёлок Боровской - посёлок Васильевский - посёлок Вознесенский - посёлок Герасимовский - посёлок Гриневичи - посёлок Ермаковка - посёлок Знаменский - посёлок Зыряновский - посёлок Ивановский - посёлок Ильинский - посёлок Иевлевский - посёлок Каргачинский - посёлок Князевский - посёлок Красноярский - посёлок Куру-Усис - посёлок Малиновский - посёлок Малый-Васис - посёлок Мало-Князевский - посёлок Мало-Турунгас - посёлок Мыртовский | - посёлок Николаевский - посёлок Ново-Васильевский - посёлок Ново-Георгиевский - посёлок Ново-Троицкий - посёлок Оноринский - посёлок Сагузинский - посёлок Сергиевский - посёлок Степановский - посёлок Турунгас - посёлок Усюльган - посёлок Хрящевский - посёлок Чаулинский - посёлок Чурталинский - посёлок Ялбаковский |

### Состав на 1924 год
| - село Атирское - село Самсонова - село Васисс - село Князевское - деревня Ново-Георгиевская - деревня Тимшенякова - деревня Чередова - деревня Красный Яр - деревня Усюльган - деревня Асаклы 1 - деревня Асаклы 2 - деревня Богородская - деревня Кочковская - деревня Листвяг - деревня Ново-Васильевская - деревня Ново-Князевское - деревня Петровская - деревня Степанова - деревня Ялбакова - деревня Мартюшево - деревня Ивановская - деревня Ивлева - деревня Старо-Васильевка - деревня Кыртова - деревня Хрящевская - деревня Чурталинская - посёлок Барановский - посёлок Оноринский - посёлок Кумлы - посёлок Малые Тунзы | - посёлок Петровский - посёлок Тимофеевский - посёлок Знаменка - посёлок Ильинка - посёлок Михайловка - посёлок Кедровский - посёлок Искашский - посёлок Загранный - посёлок Верхние Тунзы - посёлок Большие Тунзы - посёлок Вилашский - посёлок Герасимовский - посёлок Драгомировский - посёлок Землянический - посёлок Имшегал - посёлок Киякский - посёлок Листвинка - посёлок Мыртовский - посёлок Осиновка - посёлок Остяцкий-Могильный - посёлок Столыпинский - посёлок Верх-Имшегал - посёлок Большой Турунгас - посёлок Никольский - хутор Волкова - хутор Екимова - хутор Лукина - хутор Макарова - хутор Ново-Георгиевский - хутор Скрипкина | - хутор Шарапова - хутор Шишовский - хутор Золотарёва - хутор Болдыши - хутор Киксы - хутор Анисимовский - хутор Ивановский - хутор Нежинский - хутор Майстренок - хутор Панова - хутор Арбузова - хутор Дорофеевский - хутор Петушки - хутор Угловой - хутор Хуторский - выселок Курусис - выселок Казанский - выселок Ковалёвский - выселок Никольский - выселок Высокий - выселок Быстрый - выселок Горбатовский - выселок Демьяновский - дача Увал |

### Административные участки
- I участок крестьянского начальника Тарского уезда с центром в городе Тара;
- I полицейский стан Тарского уезда с центром в селе Завьялово;
- I стан пристава Тарского уезда с центром в селе Завьялово;
- IV участок полицейского урядника Тарского уезда с центром в селе Атирское;
- Тарский участок прокурора Тобольского Окружного Суда Тарского уезда с центром в городе Тара;
- IV судебно-мировой участок Тарского уезда с центром в городе Тара;
- III участок сельского врача с центром в селе Завьялово;
- Тарский участок податного инспектора Тарского уезда с центром в городе Тара;
- III район инспектора народных училищ Тарского уезда с центром в городе Тара;
- Атирское лесничество Тарского уезда с центром в городе Тара;
- Пунктовый врач в городе Тара.

### Сельские общества
- 1907 год — 28 населённых пунктов, 28 сельских обществ;
- 1908 год — 28 населённых пунктов, 29 сельских обществ;
- 1909 год — 28 населённых пунктов, 32 сельских общества;
- 1910 год — 54 населённых пунктов, 38 сельских общества;
- 1911 год — 52 населённых пункта, 39 сельских обществ;
- 1912 год — 52 населённых пункта, 41 сельское общество;
- 1913 год — 52 населённых пункта, 44 сельских общества;
- 1914 год — 52 населённых пункта, 49 сельских обществ;
- 1915 год — 51 сельское общество.

## Инфраструктура
На 1909 год в волости имелось 3 церкви, 3 часовни, 3 школы (официальные), 1 школа (грамоты), 18 хлебо-запасных магазинов, 4 винные лавки, 24 торговых лавок, 6 ветряных мельниц, 12 водяных мельниц, 3 кузницы, 14 пожарных сараев, 2 земские станции. Имелся сельский банк и почтовые операции.
Действовали почтовые операции при Атирском волостном правлении с приёмом и выдачей всякого рода корреспонденции.
На 1915 год в волости в селе Атирском действовала больница переселенческой организации, Атирский волостной банк.

## Религия
Атирский, Самсоновский православные приходы входили в III благочиние Омской епархии с центром в селе Крайчиковское.

## Население
На 1903 год в волости проживало 5579 человек (2819 м — 2760 ж) в 864 дворах 28 селениях.
На 1909 год в волости проживало 9937 человек (4926 м — 5011 ж) в 1416 дворах.
Переселенческое население из Виленской, Витебской, Вологодской, Вятской, Гродненской, Минской, Пермской губерний. Национальный состав: русские, белорусы, латыши, пермяки, поляки, зыряне, бухарцы, чуваши, украинцы и незначительное число других.
Крупнейшие населённые пункты
| 1903 год - посёлок Князевский — 405 чел.; - деревня Баженова — 391 чел.; - посёлок Ермаковский — 358 чел.; - посёлок Ново-Георгиевский — 347 чел.; - село Самсоново — 342 чел. |  | 1909 год - село Самсоново — 520 чел.; - деревня Баженова — 509 чел.; - посёлок Ново-Георгиевский — 478 чел.; - посёлок Гриневичи — 430 чел.; - посёлок Ермаковка — 414 чел. |

## Известные уроженцы
- Золотарёв, Семён Павлович — уроженец села Баженовского, Герой Советского Союза.